# Groși (okręg Ardżesz)
Groși – wieś w Rumunii, w okręgu Ardżesz, w gminie Băbana. W 2011 roku liczyła 396 mieszkańców.